# المتحف الإسلامي (طرابلس)
المتحف الإسلامي في العاصمة الليبية طرابلس هو متحف تم انشائه في العام 1973. ويضم مجموعة من الصور التي توضح أهم الآثار الإسلامية الموجودة في ليبيا، إضافة إلى كمية من العملات التي ترجع إلى عصور الحكم الإسلامي وآثار وأعمال فنية أخرى كالفخاريات.
مبنى المتحف الموجود في شارع سيدي خليفة في المدينة هو أثر تم بنائه في أواخر العهد القرمنلي أي ما يزيد عن 157 عاما بين عامي 1832 – 1835، وأثناء فترة سيطرة إيطاليا على ليبيا ملك البناء ابنة الكونت جوزيبى نفولبي التي اهتمت بالبناء ورممته وحافظت على طابعه الشرقي.